# Dele Adeleye
Ayodele "Dele" Adeleye, född 25 december 1988, är en nigeriansk fotbollsspelare.
Adeleye gjorde sin landslagsdebut mot Irland den 29 maj 2009.